# Cylindrepomus flavipennis
Cylindrepomus flavipennis är en skalbaggsart som beskrevs av Stefan von Breuning 1947. Cylindrepomus flavipennis ingår i släktet Cylindrepomus och familjen långhorningar.
Artens utbredningsområde är Sulawesi. Inga underarter finns listade i Catalogue of Life.